# Ghost (groupe)
Pour les articles homonymes, voir Ghost.
Ghost est un groupe suédois de rock / metal, originaire de la ville de Linköping. Formé en 2006, son style musical est influencé par une multitude de genres différents, dont le metal progressif, le glam metal, le hard rock, le rock psychédélique, et le doom metal. Ses textes et son univers graphique se rapportent à une caricature du catholicisme. L'univers du black metal influence grandement l'image du groupe. Cependant malgré l'histoire metal de chaque membre du groupe, ils ont indiqué à plusieurs reprises ne pas chercher à être un groupe de metal. A partir du second album d'ailleurs leur style s'est diversifié. Les membres du groupe présentaient la particularité de n'avoir jamais révélé leurs identités jusqu'au 18 mai 2022.
Le groupe a développé un univers inspiré du cinéma d'horreur et de la liturgie catholique. Le chanteur incarne une sorte d'antipape sataniste, appelé originellement Papa Emeritus, épaulé par des disciples, les Nameless Ghouls, soit « Goules Sans Nom ». Les tenues des membres, ainsi que la mise en scène et les décors des concerts, font ainsi référence à la mythologie satanique et évoquent l'univers du black metal. Ajouté à cela, les musiciens usent de chœurs et de paroles en latin, rappelant la musique liturgique catholique.
Ghost connaît le succès dès la sortie de son premier album en 2010. Son deuxième album accroît la popularité du groupe, notamment aux États-Unis où il est renommé Ghost B.C. pour des raisons légales, « Because of Copyright ». L'album Meliora, sorti en 2015, rencontre un succès dépassant les seuls amateurs de heavy metal et conduit le groupe à se produire dans les plus grands festivals européens ainsi qu'à remporter un Grammy Award. Leurs quatrième et cinquième album, Prequelle et Impera se classent respectivement troisième et second du Billboard 200 aux États-Unis sur la première semaine.

## Histoire

### Formation (2006–2010)
Les membres originels du groupe, tous originaires de Linköping, ont tous auparavant évolué dans différents groupes de musique,. Si ces groupes n'ont pas été révélés au public pour préserver l'anonymat des membres, on sait néanmoins que certains membres ont appartenu à des groupes communs. La véritable genèse du groupe date de 2006, lorsque les futurs membres, alors réunis, écoutent l'un d'eux jouer un riff qui deviendra par la suite l'ouverture de Stand By Him, morceau-phare de leur premier album. S'ajoute alors l'idée d'utiliser des chœurs, se mariant bien à des paroles «ne pouvant être que satanistes». Peu à peu, le style, autant musical que visuel du groupe prend forme et le nom de Ghost s'impose. Les fondations du groupe sont alors posées, avec autour, des thématiques qui deviennent récurrentes et que les artistes apprécient particulièrement, comme les films d'horreur, les traditions du metal scandinave, etc.
C'est au mois de septembre 2008 que les membres révèlent leurs premières chansons : sur leur page Myspace sont diffusés quatre extraits de leur futur album : le titre Con Clavi Con Dio ainsi que trois démos, Ritual, Prime Mover et Death Knell.
Les débuts du groupe ont ensuite lieu deux ans plus tard : au mois d'avril 2010, Fenriz (membre fondateur du groupe norvégien Darkthrone) écrit une critique dithyrambique sur son blog pour son article hebdomadaire « Band of the Week » : « Sans l'ombre d'un doute, ce sera LE groupe de 2010 et d'au-delà. » Au mois de mai 2010, le label britannique Rise Above Records contacte le groupe et est alors programmée la sortie de leur premier album, Opus Eponymous. En amont de cette sortie, les Suédois auto-produisent et sortent chez un petit label allemand, Iron Pegasus Records, leur premier single, Elizabeth, diffusé le 20 juin 2010. Le label obtient l'exclusivité de la chanson éponyme, composée pour le single, jusqu'à la sortie de l'album le 18 octobre 2010.

### Opus Eponymous(2010–2013)
Moins d'une semaine après la sortie d'Opus Eponymous, le groupe entame ses premiers concerts en Europe. Le premier se tient le 23 octobre 2010, dans la ville de Würzburg en Allemagne pour le Hammer of Doom Festival. La mise en scène se met en place : l'arrivée des Nameless Ghouls sur scène se fait sur Masked Ball, un morceau composé par Jocelyn Pook pour le film Eyes Wide Shut de Stanley Kubrick dont les chants sont tirés de la liturgie roumaine orthodoxe et passés à l'envers. Papa Emeritus, lui, arrive sans dire un mot, en balançant un encensoir.
Le groupe se fait connaître assez rapidement et entame une importante tournée internationale. Leur premier concert aux États-Unis a lieu le 29 mai 2011 au Maryland Deathfest à Baltimore. Cet événement est notable pour le groupe car c'est dans ce pays que Ghost trouve un tremplin pour sa carrière : en effet, le groupe a un succès plus important en Amérique et y entretient une base solide de fans ; en octobre 2015, sur près de 320 concerts, plus de 120 auront été donnés aux États-Unis.
Le groupe use une nouvelle fois de sa renommée chez les artistes reconnus de la scène metal pour élargir son public : le 11 juin 2011, le groupe est présent au Download Festival pour s'y produire alors que Phil Anselmo et son groupe Down s'apprêtent à interpréter leur titre Bury Me In Smoke sur une des scènes principales : le frontman invite trois goules à monter sur scène, qui prennent les places des musiciens pour les accompagner aux guitares et à la batterie. Les membres de Ghost quittent la scène à l'issue de la chanson pendant que Phil Anselmo fait scander « Ghost ! » au public.
Le premier contact avec la France a lieu au Hellfest à Clisson, le 19 juin 2011 où ils se produisent sur la scène "Terrorizer Tent" en tant que remplaçant du groupe Buzzov En qui avait annulé son show. Le concert est une réussite : totalement inattendus, leur jeu de scène et leur image réussissent à convaincre le public.
Ghost doit par la suite une hausse de sa notoriété à James Hetfield : alors que le cofondateur de Metallica est interviewé par la chaîne suédoise SVT1 pour le concert du Big Four à Göteborg le 3 juillet 2011, le journaliste note le t-shirt d'Hetfield frappé du logo des suédois. « Je suis de leur fan-club. Je n'avais aucune idée de ce à quoi ils ressemblaient jusqu'à ce que je les voie en vidéo. J'ai entendu leur musique d'abord, que j'ai trouvée très bonne, très unique, très mélodieuse ; une bouffée d'air frais pour le metal. Ça me rappelait un peu le style de rock des années 1970 que j'aimais bien. Donc oui, j'adore ce groupe. »
Le groupe termine sa première tournée avec des dates dans les pays scandinaves, en Grèce ou encore aux Pays-Bas et en Autriche. En novembre 2011, Ghost démarre une tournée en invités de Trivium, aux côtés d'In Flames ou encore Rise to Remain pour le Defenders Of The Faith Tour, organisé par le magazine britannique Metal Hammer, qui les amène jouer pour la deuxième fois en France, cette fois-ci à l'Olympia le 28 novembre 2011. La prestation n'est que modérément appréciée par le public ; les mélodies de Ghost ont du mal à convaincre au milieu des sonorités plus graves des autres groupes. Par la suite, en janvier 2012, les Suédois entament pour la première fois leur propre tournée en Amérique, 13 Days of Doom, et voient à leur avant-dernière date à San Francisco la venue de James Hetfield qui vient saluer les musiciens. Cette tournée est orchestrée par un nouveau manager, Rick Sales, qui géra également des groupes comme Slayer ou Mastodon. Des rumeurs disent également que le groupe prépare alors une tournée aux côtés de ces derniers : Ghost confirme les dires sur sa page Facebook en février, et le 4 avril 2012 débute le Heritage Hunter Tour aux côtés de Mastodon et d'Opeth. Cette longue tournée de 30 dates permet au groupe d'accroître encore sa notoriété et de créer une solide base de fans sur le continent américain.
Ghost prépare alors doucement la transition vers l'ère de son prochain album : que ce soit musicalement ou visuellement, les Suédois changent régulièrement d'univers, leur permettant ainsi de créer de nouveaux personnages et toute une mythologie autour du groupe. Après leur tournée américaine, le groupe revient en Europe pour une série de concerts dans les différents festivals metal d'été (Sonisphere Festival, Rock am Ring, Download Festival...) où ils apparaissent dans une nouvelle tenue blanche, qu'ils ne portent que peu de temps.
Le 22 octobre 2012, le groupe annonce sur les réseaux sociaux qu'un « rituel très spécial » se déroulera durant leur concert à Linköping pour « célébrer l'arrivée d'une nouvelle ère ». Le soir du 15 décembre, Papa Emeritus est démis de ses fonctions et est alors remplacé par Papa Emeritus II.

### Infestissumam(2013–2015)

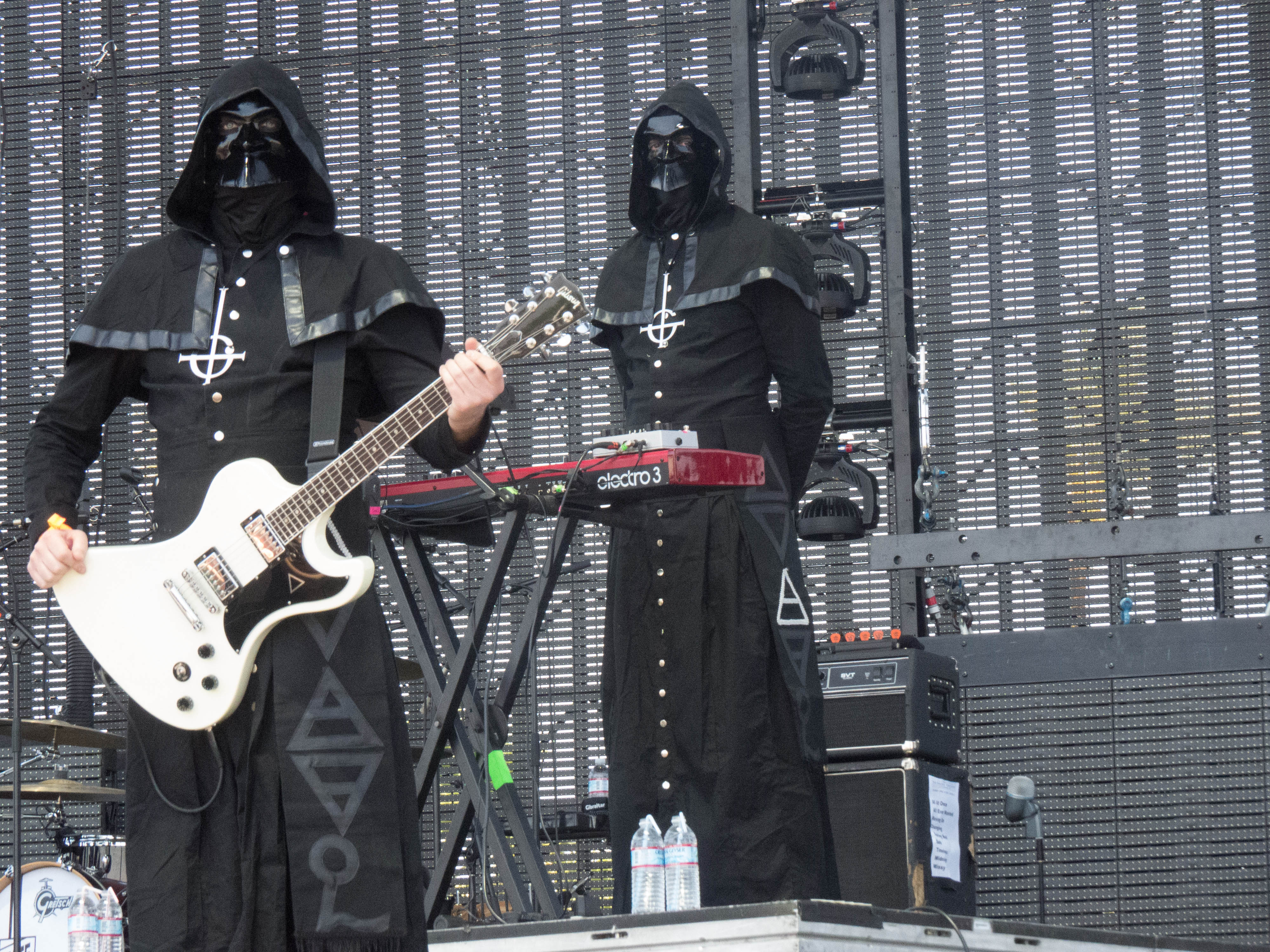
Deux goules sans nom sur scène, lors d'un concert au Coachella Festival en avril 2013.

Le 5 février 2013, le groupe annonce, sous la pression de son label Loma Vista Recordings et contre sa volonté, que, pour des raisons légales, il utilisera désormais le nom de Ghost B.C. aux États-Unis afin d'éviter un procès. B.C. signifie « Because of Copyright » : une manière pour les membres du groupe de critiquer ce changement de nom non désiré ; durant leurs interviews, les artistes tiennent cependant à ce que les journalistes écrivent simplement Ghost et pas Ghost B.C.
La conception du nouvel album, Infestissumam, est complexe : l'enregistrement a lieu à Nashville, Tennesse, et la richesse des chœurs de cet opus pose problème. Lors d'une interview, une goule explique : « On leur a dit ce qu'ils [les choristes] devaient chanter, et l'un des types a presque pleuré, il s'est senti offensé. [...] Alors nous sommes allés enregistrer les chœurs à Hollywood, là où les gens n'ont aucun problème à adorer le Diable. » L'album se classe en 28e place des ventes aux États-Unis, la semaine de sa sortie, le 10 avril 2013,. La sortie de l'album est accompagnée d'une tournée de 25 concerts aux États-Unis et au Canada. Un single accompagne la sortie de l'album le 14 avril : Year Zero.
Le 19 novembre 2013, le groupe sort son premier EP : If You Have Ghost, produit par Dave Grohl. Celui-ci tranche encore plus avec l'univers metal puisqu'il s'agit de reprises de tubes de la fin des années 1970 jusqu'aux années 1990. Les critiques qui étaient faites au groupe de ne pas assez rentrer dans l'univers du metal par leur musique sont balayées par le groupe.
Les personnages, ainsi que les sonorités de l'album, évoluent elles aussi vers un univers plus axé « baroque XVIIIe siècle », comme le montrent les décors sur scène ou les masques vénitiens des goules. Durant la tournée de 2013, l'idée d'un DVD-live est évoquée.

### Meliora(2015-2017)

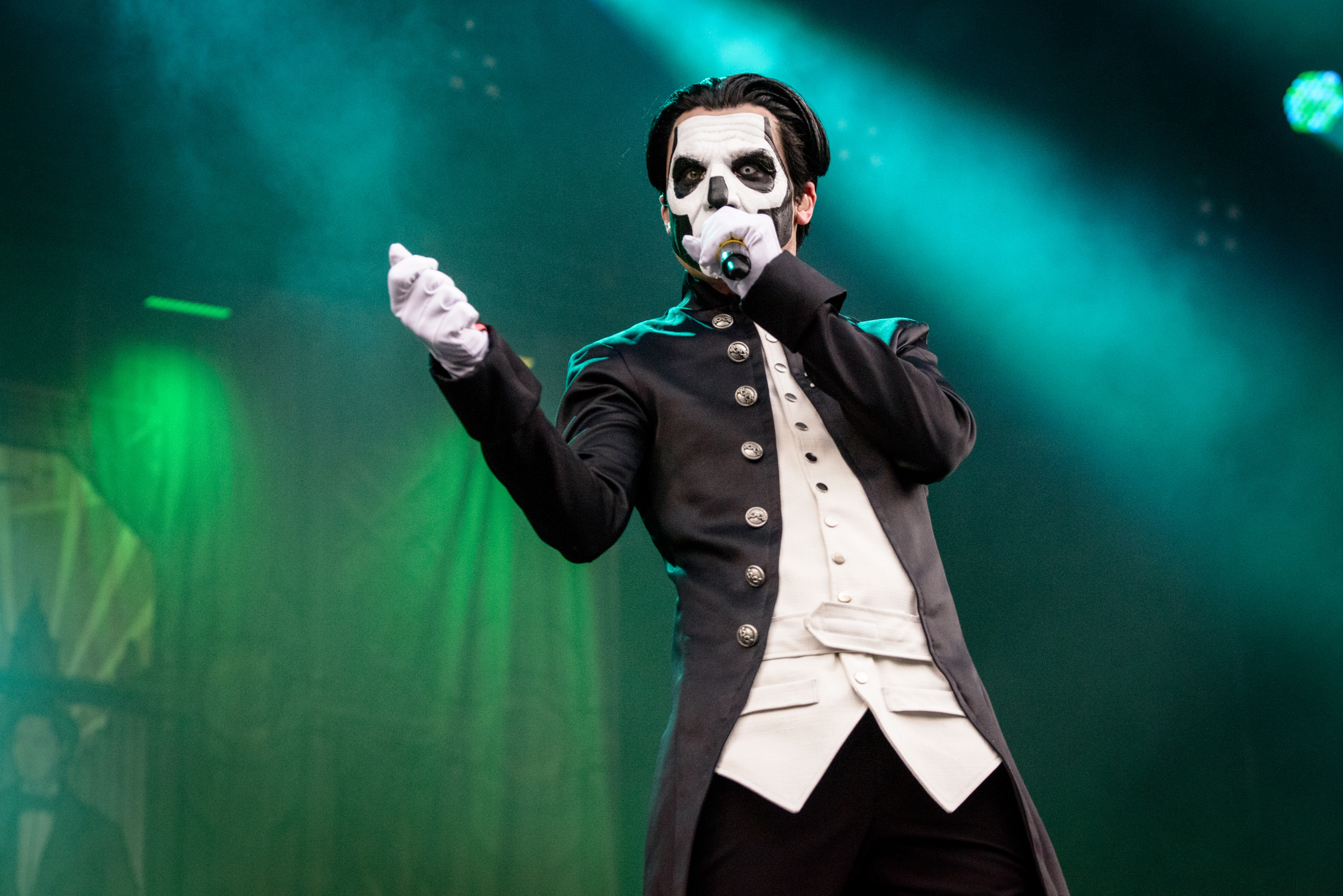
Papa Emeritus III, chanteur du groupe, lors d'un concert en mai 2016.

Sweden Rock Magazine annonce un nouvel album de Ghost au mois d'avril 2015. Les titres de certaines chansons sont déjà connus, ainsi que le nom du directeur de production : Klas Åhlund. Le titre, Meliora (littéralement « meilleur » en latin, mais que les membres du groupe traduisent par « poursuite de quelque chose de mieux »), ainsi que la date de sortie — le 21 août 2015 — sont dévoilés en mai 2015 par le site HardDriveRadio. Un single, Cirice, est publié avant la sortie de l'album, ainsi qu'une chanson diffusée plus tôt en streaming uniquement, From The Pinnacle To The Pit. Les morceaux dévoilés sont appréciés par le public, ce qui amène le groupe à venir pour la première fois jouer en France en tête d'affiche lors de leur tournée Black To The Future avec trois dates.
Deux nouvelles chansons sont à nouveau dévoilées avant la sortie de l'album : Absolution et Majesty,.
L'album est un succès pour le groupe qui, n'étant jamais entré dans le Top 200 en France, se voit propulsé à la 17e place des classements français la semaine de sa sortie, en meilleure entrée de la semaine. Meliora est retenu comme « album de la semaine » dans l'émission homonyme de Canal+. Pour la première fois de l'histoire du groupe, les musiciens jouent sur un plateau de télévision de grande écoute en dehors de leur pays d'origine. Ghost trouve finalement son public français et ajoute deux nouvelles dates à sa tournée : la sortie de l'album est accompagnée d'un passage sur la Grande Scène de Rock en Seine et le groupe passe par Toulouse, Clermont-Ferrand, la Cigale à Paris en décembre 2015. Ne faisant pas exception à la règle, le nouvel album est accompagné d'un univers une fois encore différent : nouveau Pape, nouveaux costumes pour les goules... Ghost plonge avec Meliora dans une « période pré-apocalyptique juste avant le saut vers l'enfer », un « futur en 1920 ».
Le groupe se produit sur la scène du festival Hellfest (Clisson, Loire Atlantique) en juin 2016, ce qui donnera lieu à un documentaire musical diffusé sur ARTE sous la forme du concert intégral (accessible librement sur Youtube) d'une durée d'une heure. Le concert se déroule pour la première fois pour le groupe sur la mainstage two, à la tombée de la nuit, et est accompagné d'un feu d'artifice à sa clôture, consacrant Ghost comme une des têtes d'affiche du festival.

#### Crise interne et nouvelle formation (2016-2017)

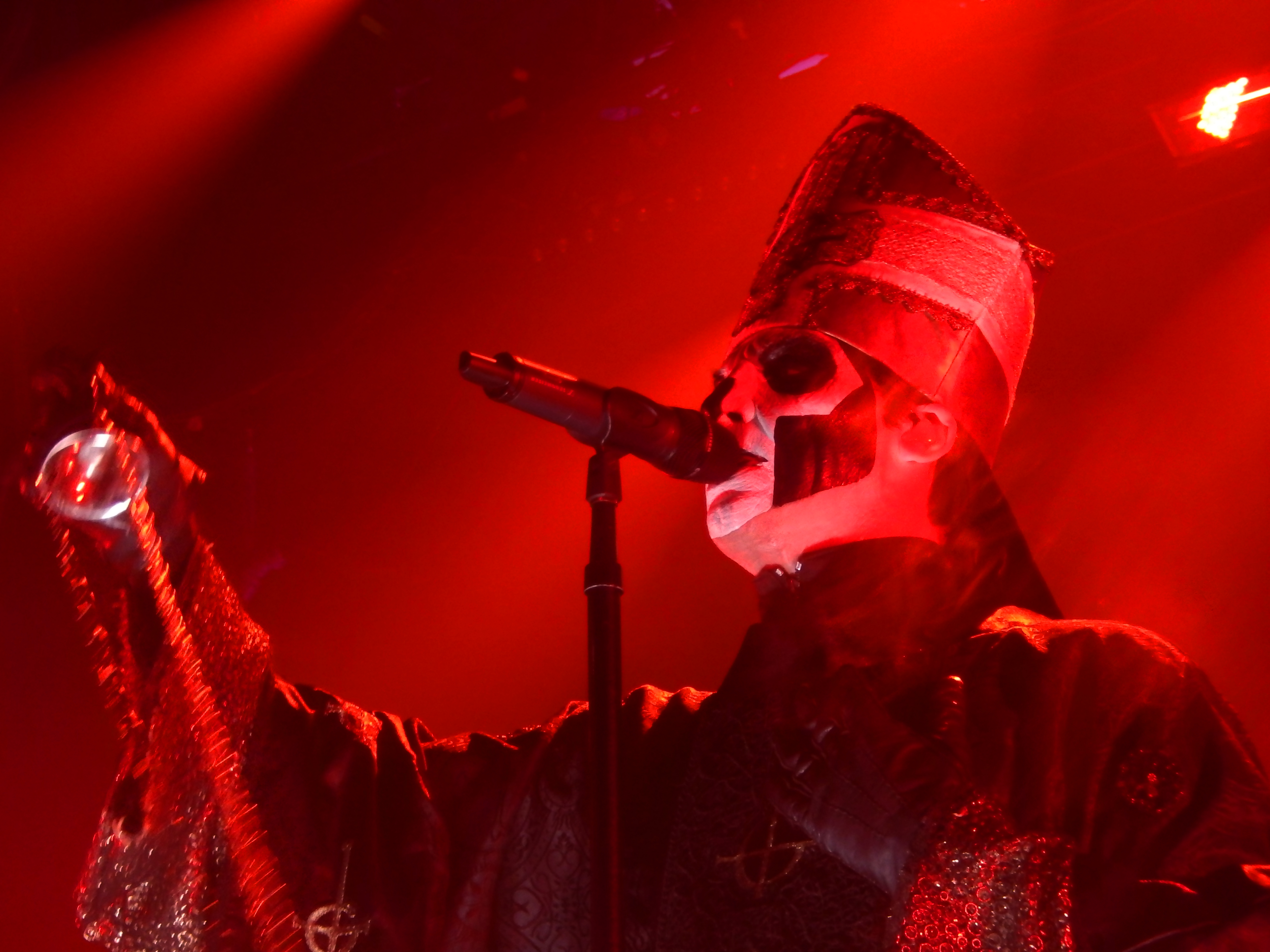
Ghost à Rouen, en France, en 2016.

En juillet 2016, Papa Emeritus se sépare de ses musiciens. Si cela n'est pas rendu public, le public remarque un changement de personnel parmi les Nameless Ghouls, en particulier la présence d'une bassiste pendant la tournée américaine entamée en septembre 2016. En février 2017, le guitariste de Magna Carta Cartel, Martin Persner, révèle avoir été un des musiciens de Ghost jusqu'en juillet 2016. Quelques semaines plus tard, quatre autres anciens membres du groupe ayant quitté le groupe l'été précédent annoncent avoir déposé une plainte contre le chanteur pour ne pas avoir équitablement réparti les revenus du groupe. Ils l'accusent par ailleurs d'avoir transformé le groupe en un projet solo. À cette occasion, ils révèlent leur identité ainsi que celle de Papa Emeritus, qui continue à se produire avec une toute nouvelle line-up.

### Prequelle(2018-2020)

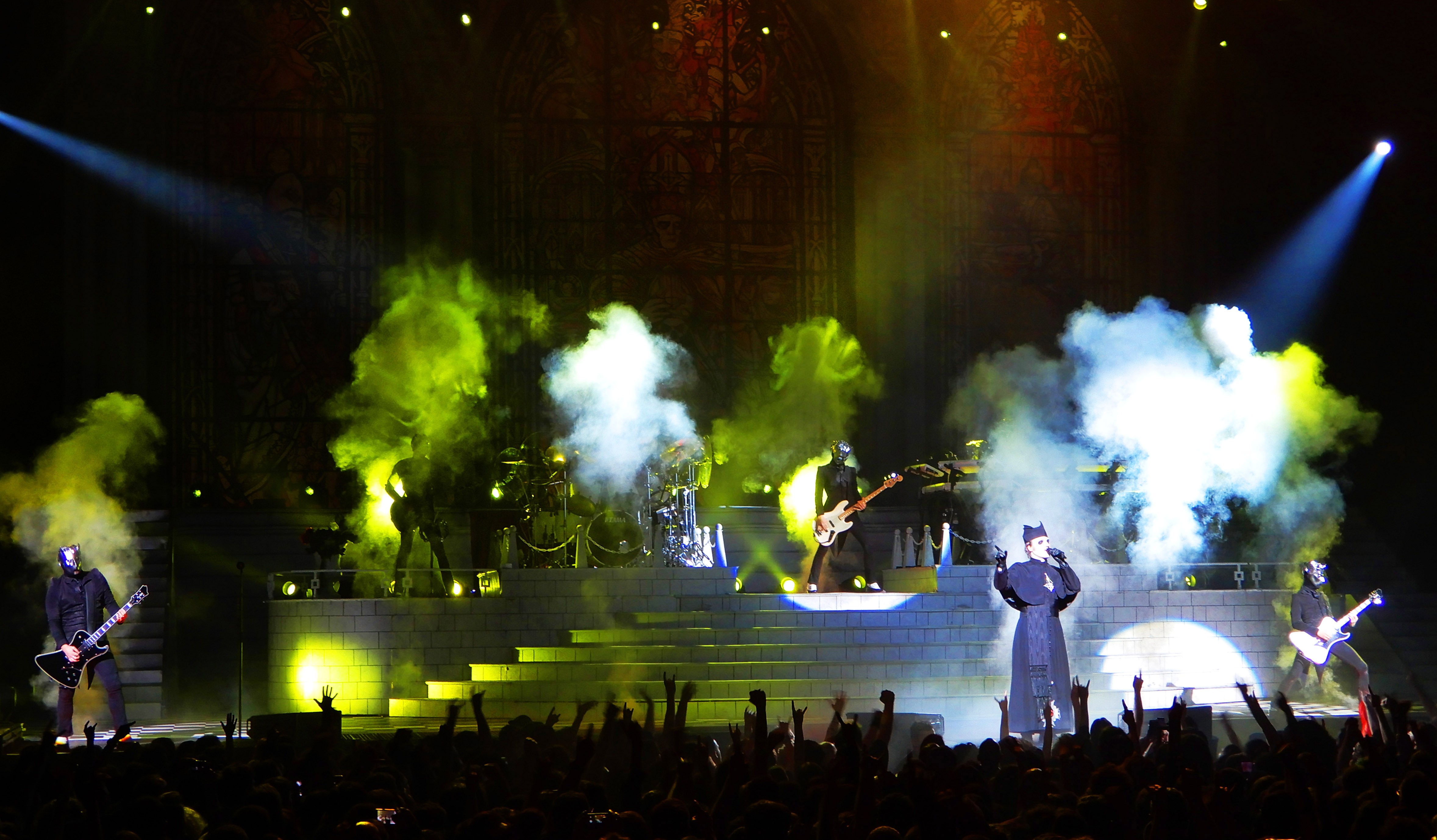
Ghost au Zénith de Nantes en 2019.

Ghost sort en juin 2018 son quatrième album : Prequelle. Le groupe part alors en tournée jusqu'en 2020. Il est composé de huit Nameless Ghouls, emmenées par le Cardinal Copia (toujours interprété par Tobias Forge). Le groupe est supervisé par Papa Nihil, qui s'avère être le père des trois premiers Papa Emeritus.
À partir d'avril 2019, Ghost assure la première partie de Metallica dans la tournée européenne du groupe de Thrash américain
En septembre 2019, Ghost sort un EP intitulé Seven Inches of Satanic Panic, qui regroupe deux titres qu'aurait composé Papa Nihil dans les années 1960 : Kiss the Go-Goat et Mary on a Cross.
Lors d'un concert en mars 2020 au Mexique, Papa Nihil décède sur scène, et laisse le Cardinal Copia devenir Papa Emeritus IV.

### Impera(2021-2024)
Tobias Forge annonce un retour en studios, ainsi que la sortie du cinquième album du groupe pour fin 2021.
Le 30 septembre 2021, sort le clip vidéo de Hunter's Moon, annonçant leurs retour au devant de la scène ainsi qu'un partenariat pour cette musique avec le film Halloween Kills.
Le 19 janvier 2022, sort le clip vidéo de Call Me Little Sunshine, titre qui figure sur leur prochain album Impera dont la sortie est prévue pour le 11 mars 2022. La tracklist complète est dévoilée le lendemain, le 20 janvier. Le 25 janvier 2022, le groupe joue pour la première fois le titre Kaisarion, seconde piste de l'album lors du premier concert de la tournée Nord-Américaine qu'ils partage avec Volbeat à Reno (Nevada). Kaisarion est une référence au dernier pharaon d'Égypte, Ptolémée XV dit "Césarion", fils de Jules César et de Cléopâtre, confirmant l'orientation thématique de l'album Impera qui devrait tourner autour des empires décadents.
Le 18 mai 2022 à la suite de la dernière date de la tournée européenne, le photographe officiel du groupe publie une photo de l'ensemble de l'équipe y compris Tobias Forge et les Nameless Ghouls. La photo sera repartagée sur les réseaux sociaux par la quasi-totalité des membres du groupe mettant fin à l'anonymat dans lequel ils évoluaient.
Avant leur dernière tournée en Europe, le groupe a annoncé leur quatrième EP, Phantomime, un EP constitué uniquement avec des reprises, dont le single "Jesus He Knows Me" de Genesis. L'EP était initialement prévu pour être sorti le 18 mai 2023, mais a été reporté au 19 mai. Ghost a ensuite collaboré avec l'acteur Patrick Wilson et a sorti un single de leur reprise de "Stay" de Shakespears Sister, qui est sorti le 7 juillet 2023 et est inclus à la bande sonore du film Insidious : The Red Door.

#### Sortie du filmRite Here Rite Now(2024)
Le groupe a publié un teaser pour un film le 4 avril 2024. Sans dévoiler de titre, le teaser montrait Papa Emeritus IV sur scène et annonçait une sortie mondiale. Plus tard, le groupe révèle le titre du film, Rite Here Rite Now, et une sortie programmée du 20 au 22 juin 2024 (23 juin 2024 pour les cinémas français). Un single, The Future Is a Foreign Land, est publié le 21 juin 2024, un jour après la sortie du film. La bande originale du film est sortie le 26 juillet 2024 via Loma Vista Recordings.
Le groupe annonce la sortie du film sur plateformes de distribution dématérialisée le 28 octobre 2024, et en DVD, Blu-ray et VHS le 6 décembre 2024.

### Skeletá(à partir de 2025)
Le 1er décembre 2023, Ghost a sorti un album compilation intitulé 13 Commandments. Cette sortie est marquée par la publication du single Zenith sur les services de streaming ; auparavant, le titre n'était disponible que sur les formats physiques de l'album Meliora Reux's. Dans une interview accordée à Metal Hammer le 9 décembre 2023, Tobias Forge a confirmé que le travail sur le prochain album studio avait commencé, que quelques chansons avaient déjà été écrites, et a affirmé qu'il y avait « beaucoup de choses en préparation » pour 2024.
Le 5 mars 2025, Ghost sort le clip du titre Satanized, qui figure sur leur prochain album Skeletá dont la sortie est prévue pour le 25 avril 2025.

## Image et symbolique

### L'Église
Les membres de Ghost, par leur anonymat, ont créé tout un mythe autour de leur groupe. Leur formation se présente de la manière suivante : les six membres du groupe sont des pratiquants d'une religion sataniste, et plus exactement membres du clergé. Les cinq musiciens portent tous le nom de Nameless Ghouls (« goules sans nom », en français) et ont le visage masqué. Le chanteur, lui, portait le nom de Papa Emeritus (actuellement Papa Emeritus V). Il est le dirigeant des fidèles et le représentant de Lucifer sur Terre.
Leur religion en elle-même se rapproche plus exactement du satanisme théiste. Le siège de l'Église se trouve dans « les plus profondes cryptes de Linköping, Suède ». Les musiciens usent de chœurs et de paroles parfois en latin rappelant la musique liturgique catholique. Pour cela, ils sont critiqués par certains membres de la communauté metal,.

### Papa Emeritus
Des attributs religieux sont présents dans ses accessoires et costumes : la tiare pontificale (qui techniquement ressemble plus à une mitre), la crosse et autres symboles religieux brodés sur sa tenue, majoritairement des croix chrétiennes renversées. Son nom même se voulait en contradiction avec les valeurs de l'Église puisqu'un Pape ne peut être « émérite », restant en effet vicaire du Christ de son élection à sa mort... jusqu'à la démission de Benoît XVI, ce qui enleva un peu selon les musiciens de la magie du personnage de Papa Emeritus.
Papa Nihil ou Emeritus 0

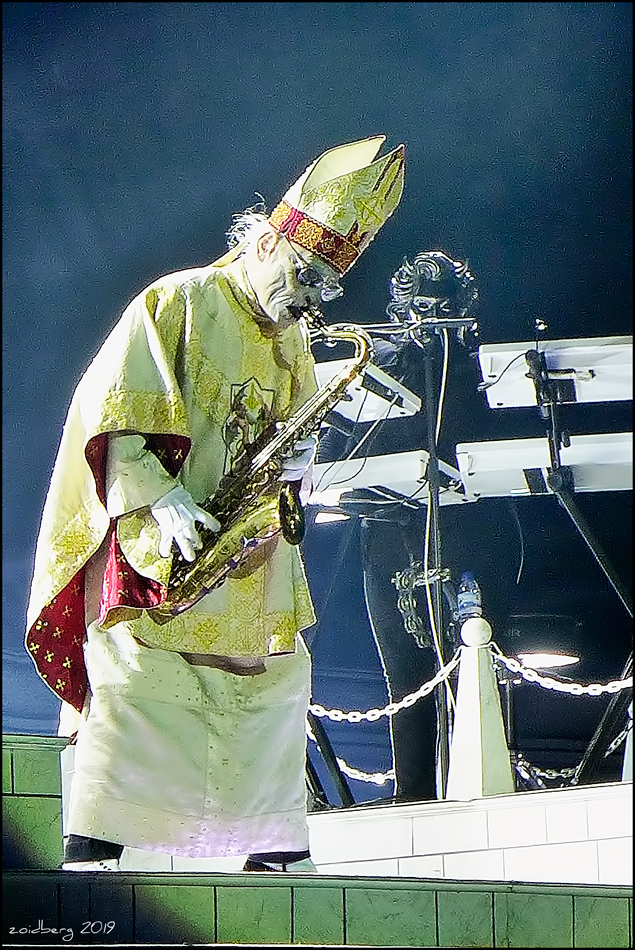
Papa Nihil, aux alentours de 2022.

Papa Nihil est le premier pape de l'histoire de Ghost, avec son album "Seven Inches Of Satanic Panic", qui aurait été écrit en 1969 pour être réédité en 2019. Il est probablement le père ou le frère de Emeritus I, II et III, et est confirmé être le père de Emeritus IV et de Perpetua V. Il est connu pour avoir crée le groupe aux côtés de Sister Imperator.
Il n'a jamais performé de chansons en concert après 1967, sauf durant la dernière tournée de Emeritus IV, "Imperatour" où il est ressuscité pendant un court moment afin de performer un solo de saxophone durant la chanson "Miasma".
Il décède en mars 2020, durant un concert, laissant le Cardinal Copia devenir officiellement Emeritus IV.
Durant ses années de performances, il avait un maquillage de crâne complet, et des cheveux noirs en carré. Il portait une toge noire et un collier représentant le Grucifix.
Concernant ses dernières apparitions, il apparait très vieux (environ 80 ans) accompagné d'une cane et/ou d'un respirateur artificiel, et il porte un chasuble blanc aux représentations sataniques.

#### Papa Emeritus I

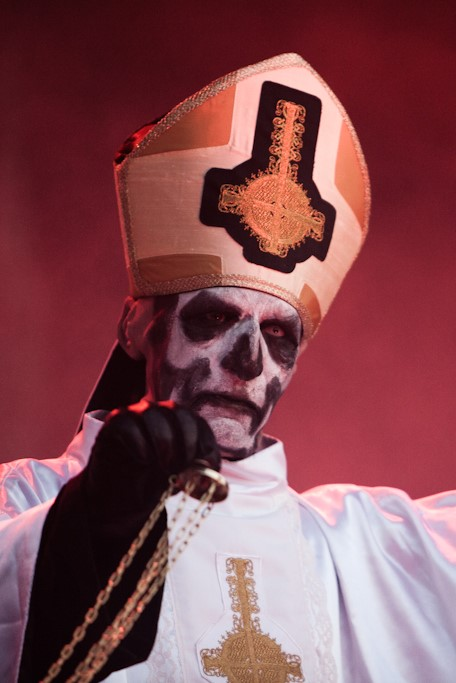
Papa Emeritus en 2012.

Le masque du premier Pape laisse voir un visage recouvert de peintures noire et blanche dessinant des traits grossiers. Sa tenue tient en une longue aube noire que parcourent deux longs traits rouge sang frappés de croix renversées. La mitre est blanche avec la croix noire du groupe. Les goules sont habillées tout de noir.
En mai 2012 le groupe change de tenue : les goules sont entièrement habillées en blanc tout comme Papa Emeritus, qui a maintenant une mitre dorée. Mais l'arrivée du nouvel album, Infestissumam, sonne comme une nouvelle ère : un changement est inévitable. Papa Emeritus est démis de ses fonctions au profit de son successeur, Papa Emeritus II lors d'une cérémonie ressemblant à une passation de pouvoir. La cérémonie a lieu dans la ville de Ghost, Linköping, en présence de leurs « fidèles ». Papa Emeritus est joué par une doublure, le chanteur anonyme du groupe conservant la place de Papa Emeritus II.

#### Papa Emeritus II

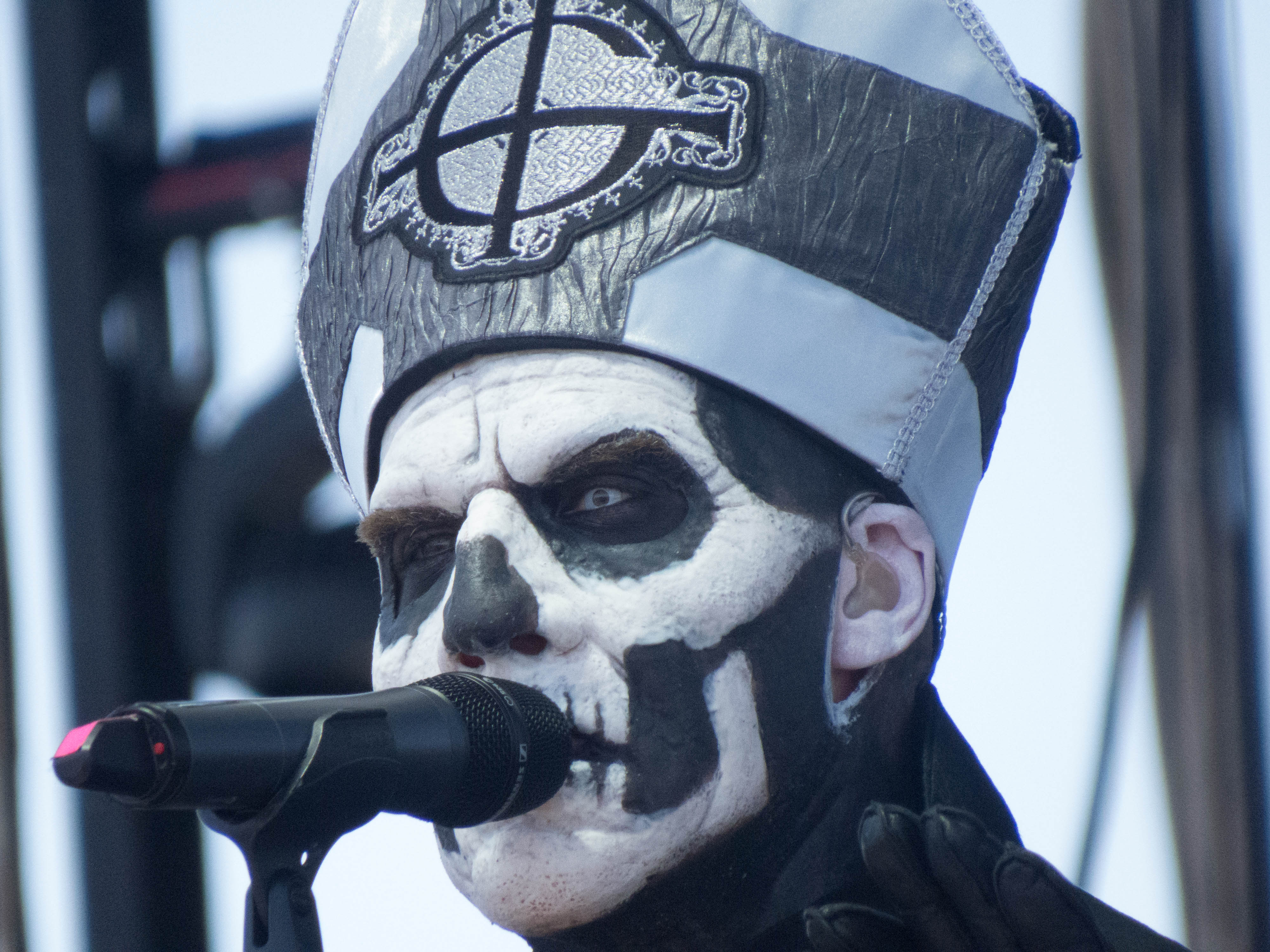
Papa Emeritus II, en 2013.

Le deuxième pape est un personnage beaucoup plus travaillé : d'aspect plus jeune que son prédécesseur, on découvre son nouveau visage à la sortie du clip Year Zero le 27 mars 2013. Papa Emeritus II se révèle être un homme âgé, aux traits durs, vraisemblablement d'origine italienne. Son œil gauche est blanc ; son aube est à nouveau noire, tout comme les goules qui reprennent avec lui leurs premiers costumes sombres. Méprisant son prédécesseur, lui est plus autoritaire et dépravé : il prétend aimer, après chaque concert, offrir un « traitement spécial » à trente de ses adoratrices :

« Depuis que je suis artiste, avec l'âge j'en suis venu à apprendre que vous ne pouvez pas les satisfaire toutes. Du moins pas en même temps. »

C'est avec lui que se met en place la tradition « dynastique » du groupe : le fait de changer le leader redonne sans cesse un nouveau souffle au groupe, lui permettant d'évoluer à volonté.

#### Papa Emeritus III

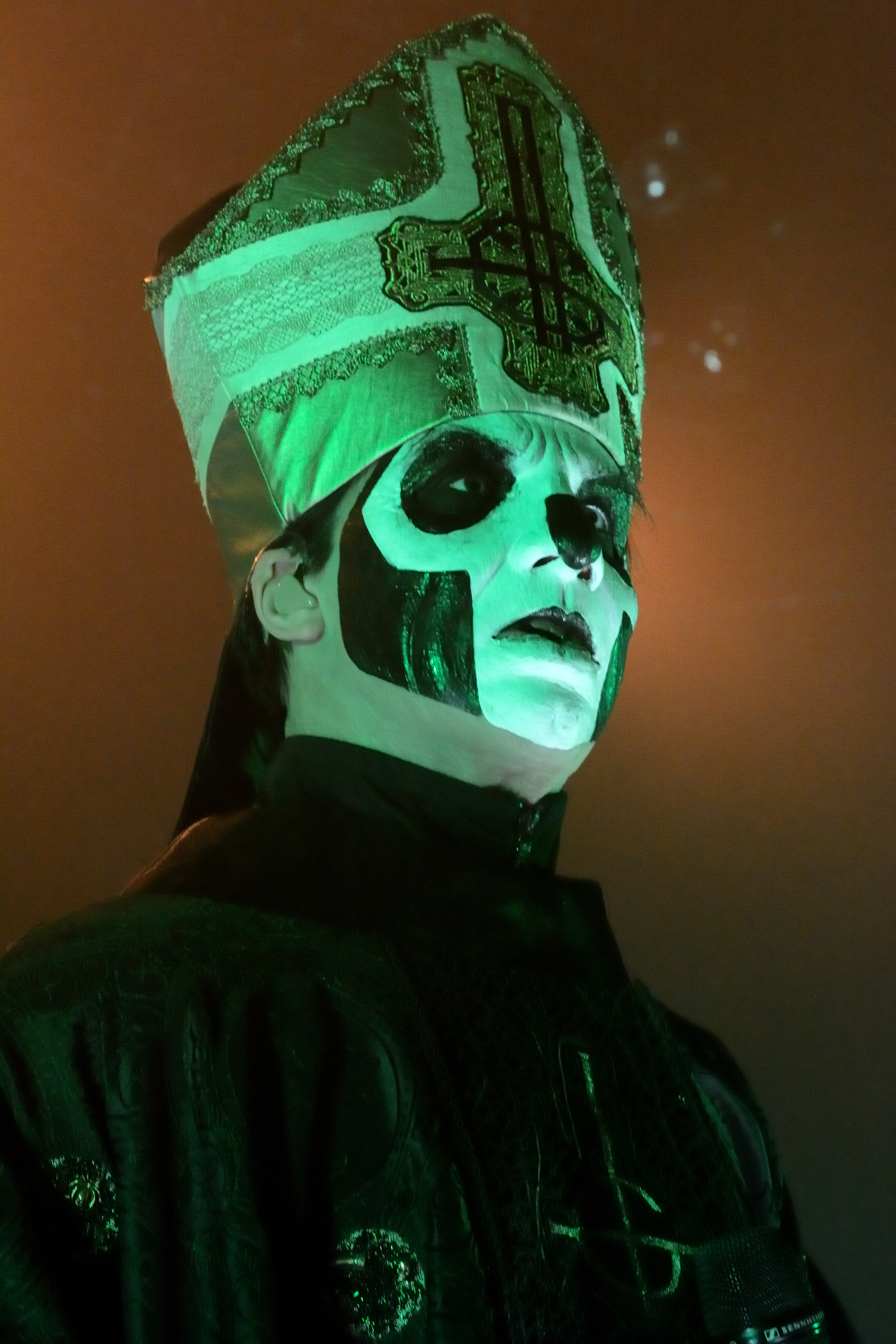
Papa Emeritus III, lors d'un concert en 2016.

Le troisième album de Ghost, Meliora, est synonyme de rite de passage pour le groupe. Une vidéo postée sur leur chaîne officielle le 29 mai 2015 indique que le 20 mai 2015 à « Lincopia, Ostrogothia » (traduction latine de Linköping, Östergötland), « le Clergé a délibéré et les Goules Sans Nom sont convoquées ».
On voit alors dans ce qui semble être le quartier général de l'Église une femme s'adresser à des personnes dans l'ombre, les goules. Si elle les félicite pour le chemin parcouru jusqu'ici, les reproches sont aussi présents : aucune église n'a été ouverte dans le monde en sept ans, aucun gouvernement n'a été renversé, aucun dirigeant politique n'a été converti à la cause... Le Pape Emeritus II a été « renvoyé » pour avoir failli à son devoir. On apprend alors que son successeur, Papa Emeritus III, est présenté comme son frère de trois mois son cadet.
Papa Emeritus III entre en fonction lors d'un concert à Linköping le 3 juin 2015. La tenue du pape est cette fois-ci beaucoup plus détaillée et travaillée ; elle est réalisée par le styliste suédois Bill Åkerlund (ayant travaillé avec des artistes comme Madonna, Beyoncé, Rihanna...) et le collectif d'artistes WHOYOUARE (Icona Pop). Les goules ont aussi une nouvelle tenue, toujours noire, sans capuche mais avec un nouveau masque. Le pape, « ancien danseur », sera d'après les dires du groupe « beaucoup plus démonstratif sur scène ». Ce dernier quitte le groupe le 30 septembre 2017 pour être remplacé par le Cardinal Copia, pour le quatrième album du groupe.

#### Cardinal Copia / Papa Emeritus IV

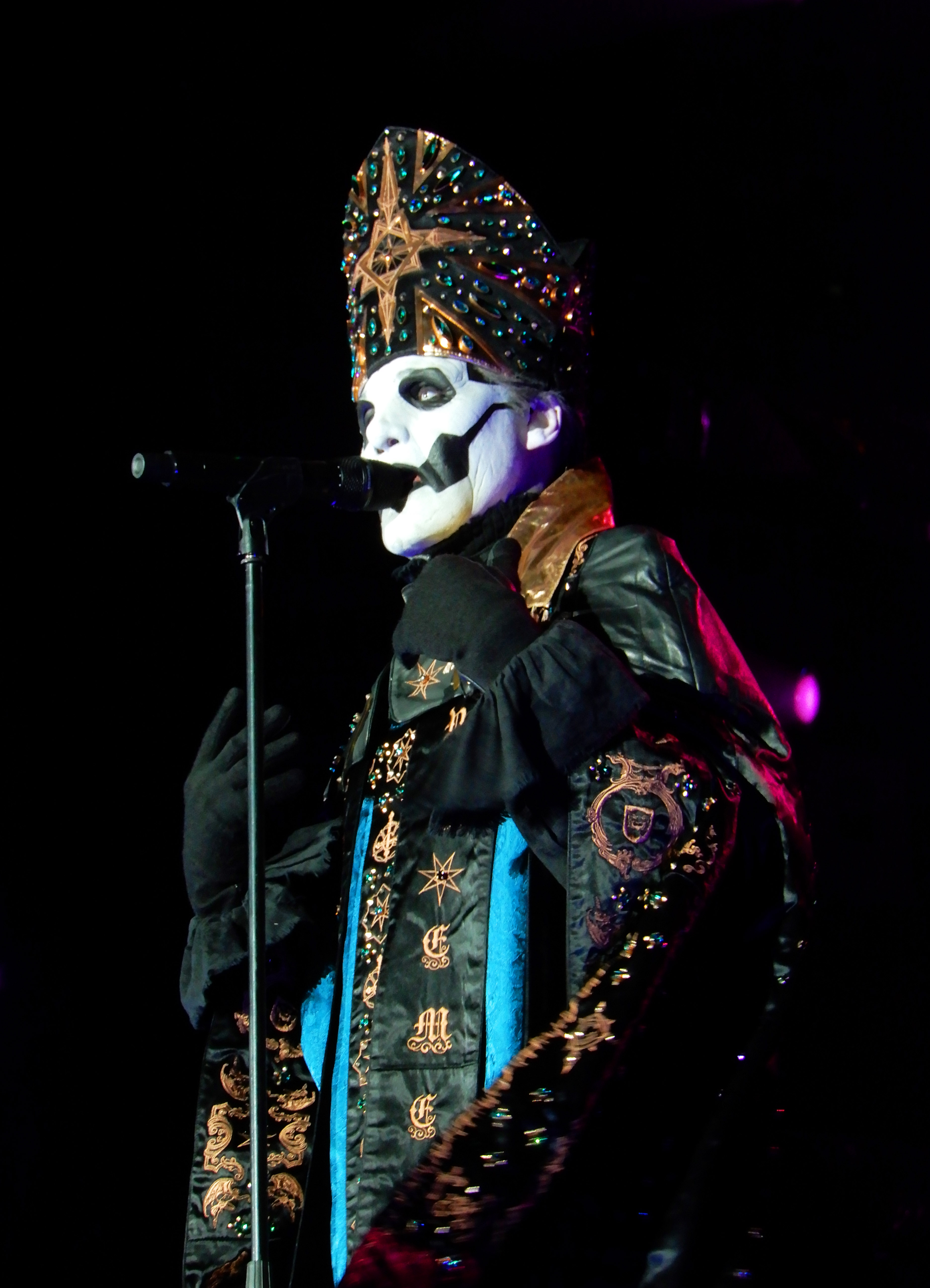
Papa Emeritus IV au Hellfest 2022.

Le personnage de Cardinal Copia est introduit avec le quatrième album, Prequelle. Il apparaît pour la première fois en avril 2018 en tant que nouveau leader de Ghost lors d'un live acoustique. À l'origine, il ne fait pas partie de la « lignée » des Papa Emeritus ; cependant, Forge affirme qu'il peut gagner ses couleurs s'il réalise correctement son travail.
Une vidéo publiée par le groupe en avril 2018 met en scène l'assassinat de Papa Emeritus I, II et III par une Nameless Ghoul. Le groupe annonce par la suite que les corps seront exposés lors des concerts. Seul maître à bord, le Cardinal Copia évolue désormais sous la supervision de Papa Nihil dans le but de devenir Papa Emeritus IV.
Lors du dernier concert du groupe à Mexico en mars 2020, le Cardinal Copia se transforme en Papa Emeritus IV et adopte le célèbre maquillage squelettique. Dans l'album IMPERA, sorti en 2022, il continue d'assumer son rôle en tant que Papa Emeritus IV.

#### Papa V Perpetua
Ghost introduit le personnage de Papa V Perpetua, successeur de Papa Emeritus IV, qui est par ailleurs son frère jumeau, dans le clip vidéo du titre Satanized le 5 mars 2025.
Il porte principalement des toges violettes et noires, et contrairement à tous ses successeur, il ne porte pas de masque en caoutchouc, mais un masque argenté qui cache la partie haute de son visage.
Il a fait ses seules apparitions en public le 27 mai, à l'occasion du Polar Music Prize de Queen, où il chanta "Bohemian Rhapsody", au concert "Back to The Beginning" au Black Sabbath le 5 juillet  et lors de sa tournée internationale "Skelètour"

## Membres

### Mystère autour de l'identité des membres
Dans les premières années du groupe, la curiosité pousse certains internautes à tâcher de découvrir qui se cache derrière les masques de Pape Emeritus et des goules. Le site Encyclopaedia Metallum relève que le pseudonyme du compositeur de Ghost, crédité comme A Ghoul Writer sur les albums, est enregistré à la Swedish Performing Rights Society au nom de Tobias Forge, artiste suédois aussi connu sous le pseudo de Mary Goore et ayant joué dans différents groupes tels que Crashdïet, Magna Carta Cartel, Repugnant ou encore Subvision. Ce dernier groupe retient l'attention car la voix de Tobias Forge, leur chanteur, est assez semblable à celle de Papa Emeritus.
La rumeur prend de l'ampleur le 31 mai 2014 lorsque Adam Darski, chanteur du groupe Behemoth, publie une photo sur Instagram (rapidement supprimée) en compagnie de Tobias Forge avec la mention « If you have ghosts... U have everything:) », faisant référence à la chanson de Roky Erickson « If You Have Ghost », reprise par Ghost dans leur EP. La photo est prise au FortaRock Festival aux Pays-Bas, où jouent sur la même scène Ghost et Behemoth comme en témoigne la mention sur la porte derrière les artistes. Tobias Forge a néanmoins déjà réagi sur Twitter le 29 décembre 2013 : « Ghost est un groupe génial en effet, et je suis heureux qu'ils réussissent dans ce qu'ils entreprennent, mais je ne suis pas Papa. Malheureusement. Et ne le serai jamais. »
En raison de leur style de jeu, leur son et le fait que le bassiste Gottfrid Åhman soit comme Tobias Forge un ancien membre de Repugnant, l'hypothèse que des membres d'In Solitude soient aussi membres de Ghost est régulièrement émise. En 2013, une goule sans nom confie lors d'une interview que les membres du groupe auraient « entre 27 et 56 ans ».
En septembre 2016, le groupe tourne aux États-Unis avec une bassiste. Si les noms de Sean Yseult (White Zombie) et de Linnéa Olsson (The Oath, Sonic Ritual, Grave Pleasures) sont un temps évoqués quant à l'identité de cette personne, il semble après identification d'un tatouage sur son majeur droit qu'il s'agisse de la bassiste de Lez Zeppelin Megan Thomas.
En février 2017 Martin Persner, guitariste de Magna Carta Cartel et ancien membre de Subvision, annonce avoir été membre de Ghost jusqu'en juillet 2016. En mars 2017, le groupe se produit avec un line-up remanié. Des rumeurs font état de la participation de Zac Baird, claviériste live de Korn depuis une dizaine d'années, à cette nouvelle formation, ainsi que de membres de Pendragon, Bloodbath et The Sisters of Mercy. À la même époque, Papa Emeritus est poursuivi devant les tribunaux suédois par quatre anciens membres du groupe se plaignant d'une mauvaise répartition des revenus générés par les albums et tournées du groupe. Ces anciens membres révèlent ainsi leurs identités : il s'agit de Simon Söderberg (guitariste de 2010 à 2016, ancien membre de Magna Carta Cartel et Subvision), de Mauro Rubino (claviériste de 2011 à 2016), de Henrik Palm (bassiste entre 2015 et 2016, guitariste et chanteur de Sonic Ritual et ancien membre d'In Solitude) et de Martin Hjertstedt (batteur de 2014 à 2016). Par le biais de cette action en justice, l'identité de Papa Emeritus est également dévoilée : il s'agit bien de Tobias Forge, comme les rumeurs semblaient l'indiquer jusqu'à présent.

## Discographie

### Albums studio
- 2010 : Opus Eponymous
- 2013 : Infestissumam
- 2015 : Meliora
- 2018 : Prequelle
- 2022 : Impera
- 2025 : Skeletá

### Album live
- 2017 : Ceremony And Devotion
- 2024 : Rite Here Rite Now - Original Motion Picture Soundtrack (enregistré au Forum Los Angeles fin 2023)

## Distinctions

### Grammy Awards
- Meilleure performance metal pour Cirice en 2016[86].

### iHeartRadio Music Awards
- Meilleur album rock de l'année pour Impera en 2023[87].

### Music Export Prize
- Prix de l'exportation de musique en Suède en 2019[88].

### Bandit Rock Awards
- Meilleur live suédois en 2015[89].
- Meilleur live suédois en 2016[90].
- Meilleur groupe suédois en 2016[90].
- Meilleur album suédois pour Meliora en 2016[90].
- Meilleur live suédois en 2017[91].
- Meilleur groupe Suédois en 2017[91].
- Meilleur album suédois pour Popestar en 2017[91].
- Meilleur groupe suédois en 2018[92].
- Meilleur groupe suédois en 2019[93].
- Meilleur album suédois pour Prequelle en 2019[93].
- Meilleur live suédois en 2020.

### Kerrang!Awards
- Meilleur album pour Prequelle en 2019[94].

### LoudwireMusic Awards
- Meilleur album metal pour Meliora en 2015[95].
- Meilleur bassiste pour Nameless Ghoul Water (Henrik Palme) en 2015[95].
- Meilleure vidéo metal pour le clip Square Hammer en 2016[96].

### Grammis
- Meilleur album hard rock/metal pour Infestissuman en 2014[97].
- Meilleur album hard rock/metal pour Meliora en 2015[98].
- Meilleur album hard rock/metal pour Popestar en 2016[99].
- Meilleur album hard rock/metal pour Impera en 2023[100].

### Metal Hammer Golden Gods Awards
- Meilleur groupe révélation en 2012[101]
- Meilleur groupe international en 2016[102].

### GAFFA Awards
- Meilleur album pour Meliora en 2015.
- Meilleur hardrock/metal pour Meliora en 2015.
- Meilleur live de l'année en 2015.
- Meilleur groupe de l'année en 2015.

### Heavy Music Awards
- Meilleur artwork d'album pour Popestar en 2017[103].
- Meilleur artwork d'album pour Prequelle en 2019[104].

### Revolver Music Awards
- Meilleure chanson de l'année pour Square Hammer en 2016[105].

### P3 Guld Awards
- Meilleur album rock/metal pour Infestissumam en 2014[106].

### OÜI FM Rock Awards
- Prix de la révélation internationale de l'année en 2015[107].

## Filmographie
- Le single Hunter's Moon fait partie de la bande originale du film Halloween Kills[49].
- Le single Stay, reprise de Shakespears Sister avec Patrick Wilson fait partie de la bande originale du film Insidious: The Red Door[108].